# ثانوية جانسون دو سايلي
ثانوية جانسون دو سايلي (بالفرنسية: Lycée Janson de Sailly)‏ هي مدرسة ثانوية تقع في الدائرة 16 في باريس، فرنسا. يُطلق على طلاب المدارس الثانوية في Janson اسم les jansoniens وعادة ما يشيرون إلى مدرستهم الثانوية باسم Janson أو JdS. هي أيضًا أكبر مؤسسة أكاديمية في المنطقة: 3200 فتى وفتاة من 11 إلى 20 يحضرون فصولًا تتراوح من المدرسة الإعدادية إلى الصفوف التحضيرية.

## التصنيف
نظرًا لموقعها الجغرافي، وعدد خريجيها المهمين، تتمتع الثانوية بسمعة طيبة. ويضعها تصنيفها الدراسي عند أو أعلى من متوسط مدارس المنطقة.